# Georges Cochery

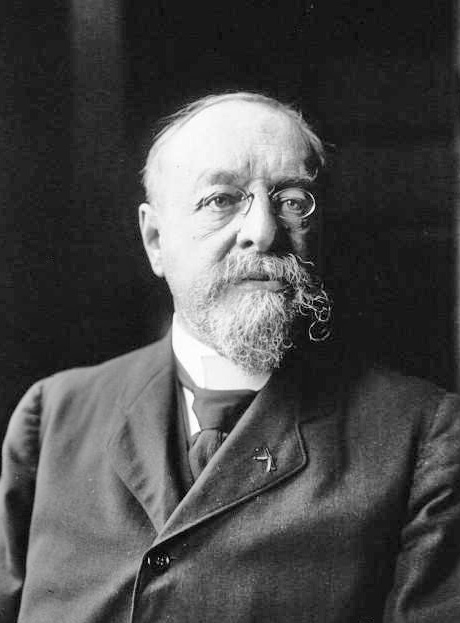
Fotografie von Georges Cochery, 1913

Georges Charles Paul Cochery (* 20. März 1855 in Paris; † 10. August 1914 ebenda) war ein französischer Politiker. Von 1896 bis 1898 sowie von 1909 bis 1910 übte er die Funktion des Finanzministers aus.

## Leben
Georges Cochery war ein Sohn des Politikers Louis Adolphe Cochery und der Victorine Felicité Marcus. Er absolvierte die polytechnische Schule in Paris und wurde 1875 Artillerieoffizier, nahm aber im Oktober 1877 seinen Abschied, um Kabinettschef seines Vaters zu werden, der damals Unterstaatssekretär im Finanzministerium war. 1879 wurde er Kabinettschef im für seinen Vater neugebildeten Ministerium der Post und Telegraphen, wohnte mehreren internationalen Telegraphenkongressen bei und hatte wichtigen Anteil an den zahlreichen Reformen, die damals im französischen Post- und Telegraphenwesen durchgeführt wurden. 1881 wurde er als Ritter der Ehrenlegion ausgezeichnet. Ferner nahm er 1883 als französischer Generalkommissar an der Internationalen Elektrischen Ausstellung in Wien teil.
Als Kabinettschef trat Cochery am 30. März 1885 zurück und erhielt, nachdem er bereits am 12. August 1883 für den ehemaligen Kanton Bellegarde in den Generalrat des Départements Loiret gewählt worden war, von demselben Département am 18. Oktober 1885 im zweiten Wahlgang ein Mandat in der Abgeordnetenkammer. Er war Mitglied der sich mit Post- und Telegraphenfragen beschäftigenden Kommissionen und mehrmals deren Berichterstatter, so für den Postkongress von Lissabon und den Telegraphenkongress von Berlin. Ferner beteiligte er sich u. a. an der Arbeit der permanenten Eisenbahn- und der Schifffahrtskommission sowie der Kommission für die Weltausstellung 1889.
1889 und in der Folge bis 1914 weitere sechs Mal wurde Cochery, bereits jeweils im ersten Wahlgang, als Abgeordneter des Départements Loiret wiedergewählt. Seit dem 13. Mai 1892 war er nicht mehr Generalrat des Kantons Bellegarde, sondern des Kantons Pithiviers, in welcher Funktion er durch ständige Wiederwahl bis zu seinem Lebensende verblieb. Ferner war er Mitglied des Gemeinderats von Villemandeur. Als gemäßigter Republikaner trat er für die Trennung von Kirche und Staat ein.
Cochery galt als herausragender Finanzexperte und gehörte seit 1889 mehrere Jahre ununterbrochen der Budgetkommission an, deren Präsident und Generalberichterstatter er in der Legislaturperiode 1893–98 zweimal war. Bei der Bildung des von Félix Jules Méline geführten Kabinetts am 29. April 1896 erhielt er das Finanzministerium, worauf er die progressive Einkommensteuer, die sein Vorgänger Paul Doumer beantragt hatte, fallen ließ und mit einem Plan zur Besteuerung der französischen Rente hervortrat. Die von seinen Vorgängern begonnene finanzielle Integrierung der französischen Kolonien führte er 1896 zur Vollendung. Auch den Fragen des Kreditwesens und der Finanzmärkte nahm er sich sehr an, etwa durch sein am 20. September 1896 erlassenes Dekret zur Aufsicht und Überprüfung der Sparkassengeschäfte und das Dekret vom 24. Dezember 1896 über die Befugnisse der Börsenmakler. 1897 unterstützte er u. a. die Gesetzesentwürfe zur Verlängerung der Privilegien der Banque de France und Banque de l’Algérie sowie 1898 jenen zur Gewerbesteuerreform. Durch ein am 18. Dezember 1897 verabschiedetes Gesetz ließ er den neuen Vertrag der Lateinischen Münzunion ratifizieren. Ganz allgemein verteidigte er die Wirtschaftspolitik der Regierung und suchte die ständige Erhöhung der Staatsausgaben in Schranken zu halten. Bei heiklen Reformen wie der Einführung des Alkoholmonopols beauftragte er gern spezielle Kommissionen mit der Untersuchung der Durchführbarkeit derartiger politischer Maßnahmen. Er blieb bis zum Ende der Amtszeit des Kabinetts Méline (28. Juni 1898) Finanzminister.
Von 1898 bis 1902 war Cochery Vizepräsident der Abgeordnetenkammer. Als Präsident der Budgetkommission beteiligte er sich vor allem an der Diskussion über den Gesetzesentwurf zum Ausbau der Flotte (1900) und des Budgets des Jahres 1901. Auch in der achten Legislaturperiode der Dritten Französischen Republik (1902–06) nahm er als Präsident der Budgetkommission häufig an den fiskalischen und Haushaltsdebatten teil.
Als Nachfolger von Joseph Caillaux wurde Cochery am 24. Juli 1909 im ersten von Aristide Briand geführten Kabinett erneut Finanzminister. Auf heftigen Widerstand stießen seine zur Erreichung eines ausgeglichenen Budgets 1910 präsentierten Vorschläge zur Erbschaftssteuer sowie für Zuschläge auf die Alkohol- und Tabaksteuer. Die Einführung von Gütesiegeln auf Alkohol- und Schnapsflaschen („vignettes Cochery“) musste er wegen der Proteste von Herstellern und Konsumenten unterlassen. Durch ein Gesetz vom 29. März 1910 führte er eine Änderung des Zollgeneraltarifs durch. Nachdem er als Finanzminister am 3. November 1910 mit dem ganzen Kabinett zurückgetreten war und in Louis-Lucien Klotz einen Nachfolger erhalten hatte, wurde er wieder Präsident der Budgetkommission und beteiligte sich in dieser Eigenschaft an den Debatten über die Budgets der Jahre 1911–14. Außerdem stimmte er u. a. 1913 für die Festsetzung der Dauer des Wehrdienstes auf drei Jahre.
Cochery war der Ehemann von Gabrielle Hortense Marie Hunebelle, einer Nichte von Jules Hunebelle, Maire von Clamart. Aus der Ehe gingen zwei Kinder, Blanche und Jean, hervor. Der zweimalige Finanzminister starb vier Tage nach einem Ohnmachtsanfall am 10. August 1914 im Alter von nur 59 Jahren in Paris.